# Alex Jones (cầu thủ bóng đá, sinh năm 1964)
Alexander Jones (sinh ngày 27 tháng 11 năm 1964) là một cựu cầu thủ bóng đá người Anh thi đấu ở Football League ở vị trí trung vệ.